# Zwei an einem Tag (Film)
Zwei an einem Tag (englischer Originaltitel: One Day) ist eine US-amerikanisch-britische Tragikomödie der dänischen Regisseurin Lone Scherfig aus dem Jahr 2011. Zwei an einem Tag basiert auf dem gleichnamigen Roman und Bestseller von David Nicholls, der auch das Drehbuch zum Film schrieb.
Die Doppeldeutigkeit des englischen Originals One Day (dt. Eines Tages oder Ein einziger Tag) wird nicht wiedergegeben.

## Handlung
Alles beginnt mit einer gemeinsamen platonischen Nacht von Emma Morley und Dexter Mayhew nach der Examensfeier am 15. Juli 1988 in Edinburgh, dann gehen sie unterschiedliche Wege.
Dexter, ein unbekümmerter Womanizer aus der Oberschicht, nimmt die unscheinbare Emma auf dem College kaum wahr und vergisst sogar ihren Namen. Nach dem Studienabschluss reist er in der Weltgeschichte herum. Dann beginnt er eine Karriere als seichter Musik-TV-Moderator, genießt sein Dandy-Leben, geht auf Partys, betrinkt sich, schwängert ein humorloses, aber wohlhabendes Mädchen, heiratet und hat einfach nur Spaß – bis seine Mutter stirbt, seine Popularität beim Fernsehpublikum nachlässt und seine Stelle mit einem Jüngeren besetzt wird.
Emma dagegen kommt aus einfachen Verhältnissen, wohnt in Mini-Apartments und war schon immer in den leichtlebigen Dexter verliebt. Desillusioniert übernimmt sie einen Job als Kellnerin in einer Billig-Restaurant-Kette, avanciert dort zwar zur Geschäftsführerin, studiert aber Pädagogik und wird schließlich eine engagierte Lehrerin – bis schließlich ihr eifersüchtiger Exfreund in ihrem Tagebuch schnüffelt, ihr Schreibtalent entdeckt und Emma zur erfolgreichen Bestseller-Autorin wird.
Trotzdem verlieren sich Emma und Dexter nie ganz aus den Augen und fühlen sich zueinander hingezogen. Der Film zeigt die beiden an fast allen 15. Juli jeden Jahres, und an den meisten davon treffen sie sich, unternehmen einmal sogar eine gemeinsame Urlaubsreise, finden aber nie wirklich zusammen.
16 Jahre nach ihrer ersten Nacht erkennt auch Dexter, inzwischen geschiedener Vater und einfacher Arbeiter, was er schon immer gesucht hat. Die beiden heiraten, lieben sich und wollen ein Kind. Doch ihr Glück ist nur von kurzer Dauer. Emma kommt bei einem Verkehrsunfall ums Leben – wieder an einem 15. Juli. Der untröstliche Dexter muss in Zukunft ohne sie auskommen und lebt von seinen Erinnerungen.

## Hintergrund
- Der 15. Juli ist der anglikanische Gedenktag des Heiligen Swithin, der im Film erwähnt wird. Eine Bauernregel besagt, dass es bei Regen an diesem Tag für vierzig weitere Tage regnen würde.[3]
- Der Film wurde unter anderem in Edinburgh, London und Paris gedreht.
- Dexters Vater erwähnt in einer Szene die Serie Silent Witness, in der Ken Stott, der Dexters Vater mimt, mitspielte.
- In Patricia Clarksons letzter Szene werden ihre Nahaufnahmen immer heller, was den baldigen Tod der von ihr dargestellten Person symbolisieren soll.

## Kritik
„Erzählt wird die Chronik im beschwingten Stile einer Rom-Com-Komödie mit illustren Schauplätzen und stimmungsvollen Songs. Dabei gelingt es dem Drehbuchautor David Nicholls, selbst die bitterste Medizin in süffisanten komischen Dialog-Dosierungen zu verabreichen. Dass die bittersüßen Episoden trotz der narrativen Zeitraffer sich zu einem gelungenen Ganzen fügen, liegt auch an dem stringenten Spiel der beiden Hauptdarsteller. Jim Sturgess und Anne Hathaway haben zwar nur bedingt das Zeug zum Traumpaar, aber sie sind in der Lage, die Wesenszüge und Wandlungen ihrer Figuren jederzeit nachvollziehbar zu machen. Das macht den Film vielleicht nicht zu einem so tiefgründigen Meisterwerk, wie es Lone Scherfigs letzter Film ‚An Education‘ war, hebt ihn aber allemal heraus aus der Masse der gängigen Rom-Coms aus Hollywood.“

„Die dänische Regisseurin widerstand der Versuchung, bei der Verfilmung von David Nicholls‘ Bestseller die Schauplätze von Edinburgh und London in die USA zu verlegen. Diese Entscheidung beschert dem romantischen Reigen viel Lokalkolorit und authentischen Charme. Dagegen krankt ‚Zwei an einem Tag‘ an einem allzu starren Erzählkonzept und leider ist auch die Chemie zwischen den für sich genommen durchaus überzeugenden Hauptdarstellern Jim Sturgess und Anne Hathaway nicht immer stimmig.“

„Episodisch strukturierter Liebesfilm mit amüsanten Details, aber nur wenig ausgeloteten Charakteren. Eher eine Nummernrevue der Moden und Musikstile denn eine runde Beziehungsgeschichte.“